# 度拔
度拔（?—?），南北朝时漠北柔然汗国的王子，郁久闾氏。
度拔是柔然汗国第一代可汗社仑的儿子。社仑叛离北魏拓跋珪，自称丘豆伐可汗。社仑在位八年，北魏长孙嵩征讨柔然至漠北而回，柔然军在牛川包围长孙嵩军。410年五月廿一日，北魏明元帝拓跋嗣向北进军攻击柔然。社仑听说后，急忙逃走，结果死在路上。因为度拔年纪还小，大臣们便拥立社仑的弟弟斛律为蔼豆盖可汗。他的兄弟社拔最后和步鹿真可汗一起被杀。